# Idiocera serratistyla
Idiocera serratistyla är en tvåvingeart som först beskrevs av Alexander 1968.  Idiocera serratistyla ingår i släktet Idiocera och familjen småharkrankar. Inga underarter finns listade i Catalogue of Life.